# Raionul Bilohirea, Hmelnîțkîi
Bilohirea (în ucraineană Білогірський район, transliterat: Bilohirskîi raion) este un raion în regiunea Hmelnîțkîi, Ucraina. Reședința sa este așezarea de tip urban Bilohirea.

## Demografie
Componența lingvistică a raionului Bilohirea
     Ucraineană (99,01%)
     Alte limbi (0,88%)
Conform recensământului din 2001, majoritatea populației raionului Bilohirea era vorbitoare de ucraineană (99,01%), existând în minoritate și vorbitori de alte limbi.